# Тиберий Клавдий Нерон Старший
Тибе́рий Кла́вдий Неро́н (лат. Tiberius Claudius Nero; умер в 33 году до н. э., Рим, Римская республика) — римский политический деятель и военачальник из патрицианского рода Клавдиев Неронов, претор 42 года до н. э. Участвовал в Александрийской и Перузинской войнах. Первый муж Ливии, отец императора Тиберия и Друза Старшего.

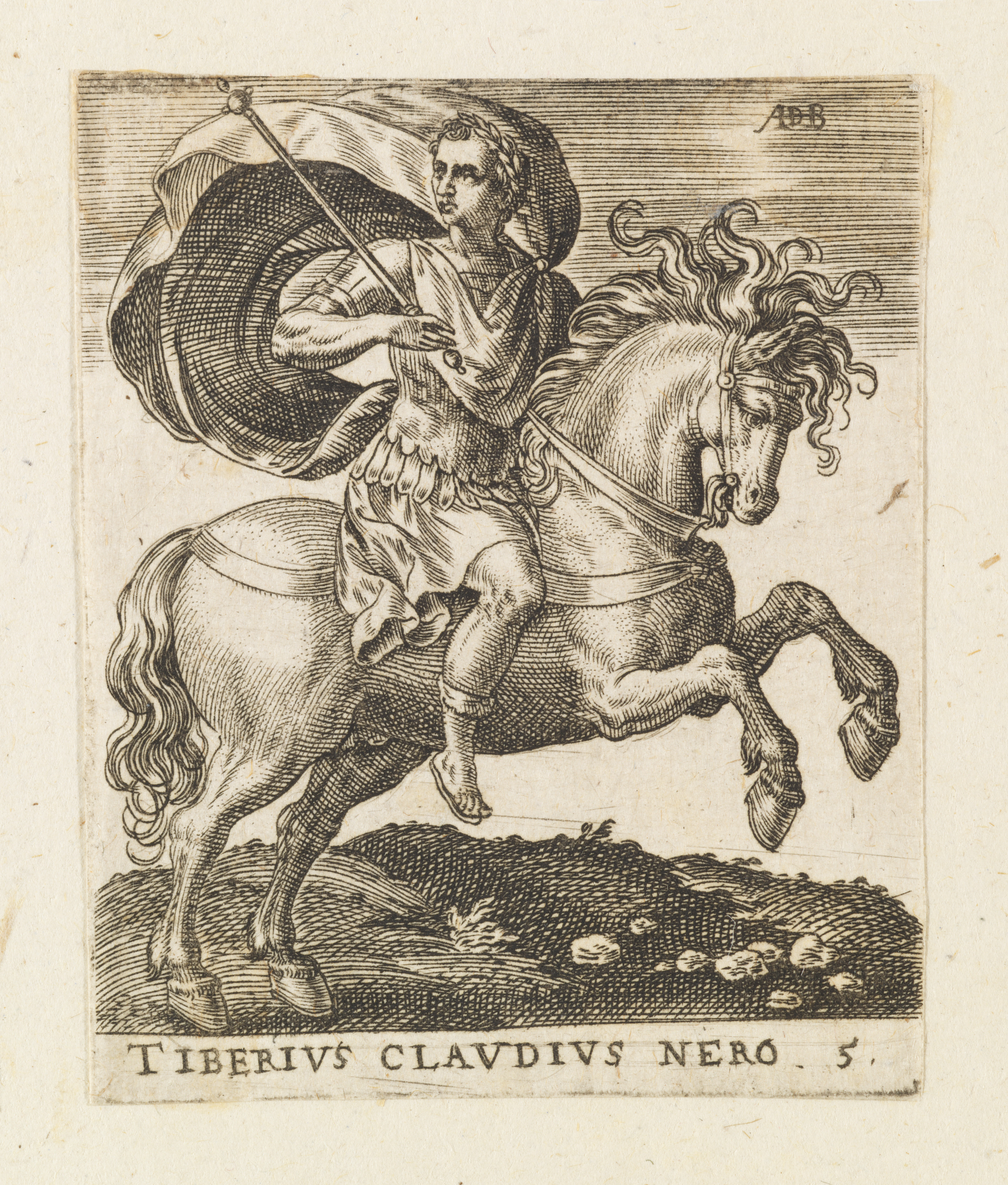
Тиберий Клавдий Нерон в представлении голландского гравёра А. де Брейна (1565).

## Происхождение
Тиберий Клавдий принадлежал к одному из самых знатных и влиятельных патрицианских родов Рима, имевшему сабинское происхождение. Его отец, согласно одному эпиграфическому источнику, носил то же имя; предположительно, это был легат, упомянутый в связи с пиратской войной 67 года до н. э.

## Биография
Первые упоминания о Тиберии Клавдии относятся к 54 году до н. э. Тогда он хотел стать судебным обвинителем Авла Габиния в деле о злоупотреблениях, но столкнулся с конкуренцией со стороны Гая Антония и Гая Меммия. На стадии дивинации (выбора обвинителя) победил последний.
В 51—50 годах до н. э. Нерон находился на Востоке. В Киликии он навестил Марка Туллия Цицерона, тогдашнего проконсула этой провинции; Цицерон дал ему рекомендательное письмо, предназначенное для пропретора Вифинии Публия Силия Нервы. Текст письма сохранился. Отправитель просит адресата «оказывать всяческое уважение Нерону» — «знатному молодому человеку, одарённому и воздержанному», дабы тот смог закрепить за собой семейные клиентелы, взять под своё покровительство город Ниса, добиться судебных решений в пользу алабандийца Павсания и некоего Страбона Сервилия. Но Тиберий Клавдий приезжал к Цицерону не только за этим. Он попросил руки дочери Марка Туллия, и последний направил своих людей в Рим для переговоров с женой, Теренцией. Но когда эти люди прибыли в столицу, выяснилось, что Туллия уже замужем — за Публием Корнелием Долабеллой.
Политическую карьеру Нерон начал не позже 48 года до н. э. Тогда он занимал должность квестора и командовал флотом Гая Юлия Цезаря во время Александрийской войны в Египте. В 47 году до н. э. Тиберий Клавдий предположительно был проквестором. Цезарь наградил его за службу членством в жреческой колонии понтификов (46 год до н. э.), а потом направил в Галлию для организации там колоний. Несмотря на эти благодеяния, после гибели Цезаря в марте 44 года до н. э. Нерон предложил наградить его убийц за то, что они избавили родину от тирана.
В 42 году до н. э. Тиберий достиг вершины своей карьеры — должности претора. Известно, что по окончании года он не стал складывать полномочия. Нерон присоединился к консулу Луцию Антонию, поднявшему восстание против Октавиана; после капитуляции Луция он попытался поднять на борьбу рабов в Пренесте и Неаполе, обещая им свободу, но потерпел неудачу. Тогда Тиберий бежал в Сицилию, которую контролировал тогда ещё один враг Октавиана, Секст Помпей Магн. Последний плохо его принял (отказался признавать за ним право на фасции), и Нерон, оскорблённый этим, вскоре уехал в Грецию. В 39 году до н. э. он снова появился в Италии вместе с Марком Антонием. Вскоре был заключён всеобщий мир, благодаря которому Нерон смог вернуться в Рим.
В 38 году до н. э. в жизни Тиберия произошёл крутой поворот. В его молодую жену Ливию, уже родившую ему первого ребёнка и беременную вторым, влюбился Октавиан. Жена последнего, Скрибония, получила развод в тот самый день, когда родила дочь; Нерон тоже дал развод Ливии, сам обручил её с Октавианом и сыграл роль отца на их свадьбе. Некоторые антиковеды делают отсюда вывод, что он приветствовал такой брак и рассчитывал извлечь из него выгоду — для себя лично, для своих детей, для всего нобилитета. Другие учёные констатируют, что сам Нерон ничего не получил от нового мужа Ливии, хотя теоретически и мог претендовать на консулат, а строить планы в связи с детьми было ещё слишком рано. К тому же, забрав у Тиберия беременную жену, Октавиан нанёс тяжёлое оскорбление и ему, и всему сенатскому сословию. Возможно, Нерону просто пришлось изобразить добровольный отказ от Ливии.
Светоний и Дион Кассий пишут, что Тиберий умер вскоре после второго замужества Ливии. Но, согласно другому сообщению Светония, на момент смерти Нерона его старшему сыну, произнёсшему надгробную речь, было 9 лет; таким образом, следует говорить о 33 годе до н. э.
Существует предположение, что Аппиан, говоря о легате Гиероне, участвовавшем в Иллирийской войне в 35 году до н. э., ошибся и что в действительности речь идет о Нероне.

## Семья
Тиберий Клавдий был женат на Ливии, дочери Марка Клавдия Друза Клавдиана. Его тесть, предположительно претор 50 года до н. э., был, по мнению большинства учёных, приёмным сыном Марка Ливия Друза, народного трибуна в 91 году до н. э. Он погиб в 42 году до н. э. при Филиппах, где сражался на стороне республиканцев. Ливия в 42 году до н. э. родила Тиберию первого сына, получившего отцовский преномен. Впоследствии Тиберий-младший был усыновлён Октавианом (к тому времени носившим имя Август) и в 14 году н. э. стал единоличным правителем Римской державы. Второго сына, Друза, Ливия родила, по одной из версий античной традиции, через три месяца после второго замужества, и в народе ходили слухи, что настоящий отец — Октавиан.

## В культуре
В телесериале «Домина» (2021 год) Нерона сыграл Энцо Чиленти.